# Chantiers histoire et architecture médiévales
Pour les articles homonymes, voir CHAM.
Chantiers histoire et architecture médiévales (CHAM) est une association nationale de sauvegarde du patrimoine bâti et d’éducation populaire.  Elle a été fondée en 1980, année du Patrimoine en France. En 2018, elle a obtenu le label de l'Année Européenne du Patrimoine Culturel.
Sa délégation nationale est située à Paris, à laquelle s’ajoutent des délégations ultramarines : Guyane, La Réunion-océan Indien,, Martinique, Nouvelle-Calédonie-Pacifique sud. 
Elle agit notamment en organisant des chantiers qui sont menés avec des bénévoles ou des volontaires du Service civique universel.

## Chronologie
L'association Chantiers histoire et architecture médiévale est créée en octobre 1980 (son siège est localisé alors en Loir-et-Cher, avant qu'il ne soit déménagé dans le 14e arrondissement de Paris en 1984). 
En 1981 a lieu le premier chantier métropole de l'association, sur le château et le pigeonnier de Pouancé (Pays de la Loire) et en 1988 est organisé pour la première fois un chantier à l’étranger, au Mali, à Ouélessébougou (construction d’une école dans le cadre d’un jumelage entre la ville et celle de Pontivy (Bretagne)),. 
La Réunion accueille en 1989 le premier chantier en Outre-mer de l'association CHAM, sur le site des Thermes d’Hell-Bourg,.
L'année 2010 marque le début du dispositif du Service civique universel ; l’association décide alors de proposer des chantiers destinés à des volontaires du Service civique universel, se déroulant sur 8 ou 10 mois.

## Actions de l’association
L’association organise différents types d’actions promouvant le patrimoine, sa restauration ou encore la civilisation médiévale. Les chantiers de bénévoles sont sa principale activité.

### Les objectifs de l’association

#### Sécurisation, conservation, réhabilitation des sites
Les chantiers prennent en charge différents types de bâtiments : châteaux, ruines, citadelles, remparts, églises, établissements civils, moulins, ponts etc. La plupart des interventions a lieu sur des bâtiments publics, appartenant à des collectivités locales et territoriales, à l’État ou aux établissements publics.
L’association a pour but d’aider à la préservation de sites patrimoniaux afin de permettre un accès sécurisé au public. Son objectif n’est pas, pour la plupart des chantiers, de restaurer un bâtiment tel qu’il a existé à un moment précis, mais d’en conserver le dernier état connu,.
De plus, ces restaurations ont vocation à encourager un développement local à long terme mené par les collectivités locales et les associations patrimoniales liées au site, : organisation de visites, parcours thématiques, voire réhabilitation et réutilisation du lieu quand son état le permet,.
L’association est ainsi répertoriée par le Conseil de l’Europe comme appliquant la recommandation  « S8 - Stimuler les initiatives des collectivités locales et de la population pour réhabiliter le patrimoine », définie dans le cadre de la Stratégie 21 (Stratégie pour le patrimoine culturel en Europe au XXIe siècle). 

#### Formation et sensibilisation
Les objectifs de l’association comprennent aussi la sensibilisation des publics aux enjeux liés au patrimoine et à sa conservation. En effet, elle a été créée dans une optique d’éducation populaire et conçue comme un outil d’éducation et de formation destiné à de multiples publics,. 
De plus, l’association est un organisme agréé de l’Agence nationale du Service civique universel, qui a pour but d’apporter une formation à des jeunes qui cherchent une expérience professionnelle, souhaitent changer d’orientation dans leurs études ou leur carrière, ou tout simplement faire une année de césure. Ces volontaires peuvent effectuer des missions diversifiées, sur des chantiers dits école, à la délégation nationale ou en participant à des actions d’éducation au patrimoine.
Enfin, en août 2019 trois volontaires de la phase test du Service National Universel ont été accueillis sur le chantier de bénévoles de l'abbaye Notre-Dame du Bec, dans le cadre de leur Mission d'intérêt général.

### Les différents types de chantiers
Différents types de chantiers sont organisés : chantiers de volontaires du Service civique (dits chantiers école), chantiers de bénévoles, stages « Monuments Historiques », stages de formation, ateliers et chantiers d’insertion (ACI), chantiers de coopération (à l’étranger). 
La plupart des chantiers est située en France métropolitaine, mais d’autres sont mis en place dans les territoires ultramarins (Guyane, La Réunion, Martinique, Nouvelle-Calédonie et à l’étranger (Union des Comores,, Zimbabwe, République des Seychelles, Afrique du Sud, Tanzanie. 
L’association assure l’encadrement technique et pédagogique de ces chantiers, parfois de concert avec d’autres acteurs locaux, y compris les États accueillant les chantiers.

### Les actions en complément des chantiers

#### Études
Des études de terrain sont menées par l’association à la demande de collectivités ou de particuliers, afin d’évaluer, sur un site donné, les travaux nécessaires et leur coût. Elles peuvent être l’occasion d’organiser des stages de formation dédiés à la prise de relevés et aboutissent à la création d’un dossier complet (étude historique, description sanitaire du bâtiment, plans…).

#### Éducation au patrimoine
L’association propose également des activités d’éducation au patrimoine. Elles se présentent sous la forme d’ateliers, dans le cadre des temps périscolaires et permettent aux plus jeunes de découvrir la calligraphie médiévale, la mosaïque, la taille de pierre, le vitrail ou encore le maquettisme. Elles peuvent également consister en des « journées thématiques sur un site ». « L’objectif est de sensibiliser et d’initier des enfants et des adolescents au patrimoine », de façon ludique. 
Chaque année, pour les Journées Européennes du Patrimoine, l’association organise des ateliers d’éducation au patrimoine, sur des sites de chantier ou chez d’autres partenaires comme le ministère de la Culture en 2017, le site du Lazaret de La Grande Chaloupe (La Réunion) en 2017 et 2018 ou la Bergerie nationale de Rambouillet en 2018.  

## Fonctionnement et partenariats de l’association

### Fonctionnement
Régie par la loi de 1901, l’association est à but non-lucratif. Elle bénéficie d’une reconnaissance du ministère de la Culture (Direction générale des patrimoines), ainsi que de l’agrément national Jeunesse et Éducation Populaire et de l’agrément de l’Agence nationale du Service civique. 
De plus, l’organisme agit principalement à la demande de collectivités locales,, de l’État et d’Établissements Publics. Il crée avec eux des partenariats durant un à trois ans, qui peuvent être renouvelés.

### Partenaires nationaux

#### Publics
Les acteurs publics représentent la majorité des partenaires et financeurs de l’association.  
Les partenaires récurrents sont le ministère de la Culture, via la Direction générale des patrimoines et de l'architecture  ; les Directions régionales des affaires culturelles (DRAC :  DRAC Normandie, DRAC Pays de la Loire, DRAC Hauts-de-France) ; la DAC Guyane ; les Unités départementales de l'architecture et du patrimoine (UDAP : UDAP Eure, UDAP Maine-et-Loire, UDAP Sarthe) ; le ministère de l’Éducation Nationale avec les Délégations régionales académiques à la jeunesse, à l'engagement et aux sports (DRAJES: DRAJES Normandie,  DRAJES Hauts-de-France, DRAJES Pays de la Loire) ; les Services départementaux à la jeunesse, à l'engagement et aux sports (SDJES : SDJES Maine-et-Loire, SDJES Sarthe) ; les conseils régionaux (région Hauts-de-France, région Pays de la Loire, région Réunion) ; les communes, communes nouvelles, communautés de communes ou communauté d'agglomération (la commune nouvelle Orée-d'Anjou, la commune de Mennetou-sur-Cher, la Communauté d’Agglomération des Deux Baies en Montreuillois (CA2BM). 
Certains chantiers sont ouverts à des publics en réinsertion socio-professionnelle, notamment via le dispositif des ateliers et chantiers d’insertion (ACI).

#### Privés
En plus des partenaires publics, des associations locales s’associent régulièrement aux projets de l’association CHAM – voire, engagent ces projets – afin de débloquer des fonds et de faciliter la mise en place des chantiers, comme : l'association « Dun-le-Chastel », l’association « Les 7 Collines », « Le Patrimoine oublié »). Le mécénat culturel est lui aussi une aide pour l’association, qu’il prenne la forme d’un don financier ou en nature (matériaux, matériel, locaux…). Par exemple, le chantier des Annamites, en Guyane, a été en partie financé par la Fondation Total,. Le chantier d'Albas, dans le Lot, a quant à lui reçu le soutien financier de la Fondation Crédit Agricole Pays de France.

### Partenaires internationaux
Pour ses chantiers à l’international, l’association est amenée à travailler non seulement avec les ambassades françaises sur place mais aussi avec des acteurs locaux. Comme pour le territoire français, ceux-ci peuvent être publics aussi bien que privés : ministères, associations, collectifs. 